# (6403) Steverin
(6403) Steverin est un astéroïde de la ceinture principale.

## Description
(6403) Steverin est un astéroïde de la ceinture principale. Il fut découvert le 8 juillet 1991 à l'observatoire Palomar par Eleanor Francis Helin. Il présente une orbite caractérisée par un demi-grand axe de 2,60 UA, une excentricité de 0,12 et une inclinaison de 14,3° par rapport à l'écliptique.

## Compléments